# Witkinsaffierkolibrie
De witkinsaffierkolibrie (Chlorestes cyanus synoniem: Hylocharis cyanus) is een vogel uit de familie Trochilidae (kolibries).

## Verspreiding en leefgebied
Deze soort komt voor in het zuidoostelijke Amazonebekken en telt vijf ondersoorten:
- C. c. viridiventris: Colombia, zuidelijk Venezuela, de Guiana's en noordelijk Brazilië.
- C. c. rostrata: oostelijk Peru, noordoostelijk Bolivia en westelijk Brazilië.
- C. c. conversa: oostelijk Bolivia, noordelijk Paraguay en zuidwestelijk Brazilië.
- C. c. cyanus: oostelijk Brazilië.
- C. c. griseiventris: van zuidoostelijk Brazilië tot noordoostelijk Argentinië.